# 顺鑫农业
40°07′33″N 116°38′57″E / 40.125838°N 116.649175°E
北京順鑫農業股份有限公司，簡稱順鑫農業（英語：Beijing Shunxin Agriculture Company Limited，深交所：000860）成立于1998年9月21日，由北京順鑫農業發展集團有限公司，分拆專門在中國內地經營种猪繁育与销售，生猪屠宰与肉制品加工，白酒生产与销售，水利与建筑工程施工、农副产品加工及物流配送，农产品批发市场管理与服务，房地产开发及花卉、蔬菜、果品培育与销售。
而主要資產旗下包括：北京牛欄山酒廠(产品为麸曲清香型白酒牛栏山牌二锅头和大曲浓香型白酒红粮大曲)、鹏程食品、内蒙古顺鑫宁城老窖酒业有限公司(产品为浓香型白酒宁城老窖)等。股份在1998年11月4日於深圳證券交易所主板（A股）上市，總部位於北京市顺义区站前街1号院顺鑫国际商务中心12层。前任董事長及首席執行官李維昌。2013年新任董事长及首席执行官为王泽先生。